# Byranaikanahalli, Jagalur
Byranaikanahalli là một làng thuộc tehsil Jagalur, huyện Davanagere, bang Karnataka, Ấn Độ.